# Anilocra pilchardi
Anilocra pilchardi là một loài chân đều trong họ Cymothoidae. Loài này được Bariche & Trilles miêu tả khoa học năm 2006.